# Любаш
Любаш (среща се и вариант Любата) е планина в Западна България, във физикогеографската област Краище, област Перник, част от Руйско-Верилската планинска редица.
Планината е част от Руйско-Верилската планинска редица, като на югоизток склоновете и потъват в Брезнишката котловина. На север и североизток долината на река Ябланица (десен приток на Ерма) я отделят съответно от планините Стража и Завалска, а на запад долината на река Светля (десен приток на Струма) – от Ерулска планина. На югоизток чрез седловина висока 830 м се свързва с планината Черна гора.
В тези си граници от северозапад на югоизток дължината ѝ е около 15 км, а ширината – до 7 км. Билото на планината не е непрекъснато, а представлява отделно стърчащи куполообразни върхове, най-висок от които е връх Любаш (Момин двор, Плешивец, 1398,8 м), издигащ се в най-северната ѝ част. На юг от него височината ѝ постепенно намалява и на юг завършва с къси и ниски ридове. Изградена е от юрски варовици, които на повърхността са силно окарстени. През северната ѝ част, от запад на изток, преминава участък от главния вододел на България между водосборните басейни на Черно и Егейско море. Преобладаващите почви са канелените и светлокафявите горски. Част от склоновете ѝ са обрасли с петна от широколистна гора, а между горските масиви има обширни пасища.
В планината и по нейните склонове са разположени 12 села: Банище, Бегуновци, Брезнишки извор, Гигинци, Долна Секирна, Кошарево, Кривонос, Лялинци, Ребро, Ръжавец, Садовик, Станьовци.
По североизточното ѝ подножие, на протежение от 2,9 км преминава участък от второкласен път № 63 от Държавната пътна мрежа Перник – Брезник – Трън – ГКПП „Стрезимировци“.

## Изкачване на вр. Любаш
Има два изходни пункта за изкачването на първенеца на планината - едноименният вр. Любаш - от с. Лялинци и от съседното му с. Ребро. Маркировката по първия маршрит е в червено, а във втория - в синьо. Изкачването от с. Лялинци е за 1,5-2 часа и е по-лесно от това от с. Ребро. Там пътеката е по-стръмна и минава през по-каменисти участъци. Усилието си заслужава. При добра видимост се виждат София, Витоша, Вискяр, Рила, Стара планина, съседните Стража (Парамун), Завалска планина и др.

## Други
На Любаш е наречена улица в квартал „Лозенец“ в София (Карта).

## Топографска карта
- Лист от карта K-34-46. Мащаб: 1 : 100 000.
- Лист от карта K-34-58. Мащаб: 1 : 100 000.